# Joel Reyes
Joel Antonio Reyes Zúñiga (* 8. April 1972 in Peñaflor) ist ein ehemaliger chilenischer Fußballspieler. Der defensive Mittelfeldspieler bestritt fünf Länderspiele für die Nationalmannschaft und wurde auf Vereinsebene zweimal Meister.

## Karriere

### Verein
Joel Reyes begann seine Karriere als Jugendspieler beim CD Arauco de Recoleta und wechselte nach einem erfolgreichen Probetraining in die Jugend von Audax Italiano. Dort schaffte er allerdings nicht den Sprung in das Profiteam und schloss sich daher 1993 Deportes Los Andes aus der Tercera División an. Nach guten Leistungen kam der Mittelfeldspieler über Zweitligist Deportes Colchagua zu Deportes Antofagasta in die Primera División, wo er allerdings nur drei Ligaspiele bestritt und nach der Apertura zu Ñublense in die Primera B zurückging. Nach Ablauf seines Einjahresvertrages war Reyes, auch Pelao genannt, zwei Monate vertragslos und lief dann für Unión San Felipe auf. Erst 1999 kam er wieder in die Primera División und spielte für den Traditionsklub Santiago Morning, wo das Team das Finale der Copa Chile 2000 erreichte.
2002 war er der erste Spieler, der vom CSD Colo-Colo nach dem Insolvenzantrag verpflichtet wurde. Trotz der Schwierigkeiten des Vereins gelang den Albos der Gewinn der Meisterschaft der Clausura 2002. Bei seiner ersten internationalen Teilnahme an der Copa Libertadores 2003 schied Reyes mit Colo-Colo in der Gruppenphase aus. Auch in der Folgesaison, als er mit Universidad de Concepción nochmal in der Copa Libertadores 2004 spielte, schied er in der Gruppenphase aus. Danach spielte er noch für Unión Española und Everton. Seine letzten Karrierejahre verbrachte der Mittelfeldspieler bei seinen früheren Klubs Ñublense und Santiago Morning. Nach dem Abstieg von Santiago Morning 2011 aus der Primera B beendete Reyes seine Karriere.

### Nationalmannschaft
Joel Reyes debütierte im Januar 2000 in der chilenischen Nationalmannschaft beim Freundschaftsspiel gegen die USA. Insgesamt kam er in fünf Freundschaftsspielen für die La Roja zum Einsatz, zuletzt gegen Peru im August 2005.

## Erfolge
Colo-Colo
- Chilenischer Meister: 2002-C

Unión Española
- Chilenischer Meister: 2005-A